# Teststatistik
Eine Teststatistik, auch Prüfgröße, Testgröße, Testprüfgröße oder Prüffunktion genannt, ist eine spezielle reellwertige Funktion in der Testtheorie, einem Teilgebiet der mathematischen Statistik. Teststatistiken werden als Hilfsfunktionen bei der Definition von statistischen Tests verwendet. So wird beispielsweise bei einem Hypothesentest die Nullhypothese abgelehnt, wenn die Teststatistik über oder unter einem vorher festgelegten Zahlenwert liegt.

## Definition
Gegeben sei eine Funktion
{\displaystyle T\colon {\mathcal {X}}\to \mathbb {R} \;,}
die auf dem Stichprobenraum {\displaystyle {\mathcal {X}}}, der Menge aller möglichen Stichprobenwerte einer Stichprobenvariablen {\displaystyle X},  definiert ist,
sowie ein statistischer Test
{\displaystyle \varphi \colon {\mathcal {X}}\to [0,1]},
der durch
{\displaystyle \varphi (X)={\begin{cases}1&{\text{ falls }}\quad T(X)>k\\0&{\text{ falls }}\quad T(X)\leq k\end{cases}}}
definiert ist.
Hierbei ist {\displaystyle k} eine feste Zahl, die auch der kritische Wert genannt wird. Dann wird die Zufallsvariable {\displaystyle T} eine Teststatistik genannt.
Die Definition gilt ebenso für randomisierte Tests sowie Varianten der obigen Definition des Tests. Dazu gehört unter anderem das Vertauschen oder Abändern von Ungleichheitszeichen und Vertauschen von null und eins.

## Beispiele

### z-Statistik
Unter Verwendung der Abkürzung
{\displaystyle {\overline {X}}={\frac {1}{n}}\left(X_{1}+X_{2}+\ldots +X_{n}\right)}
für das Stichprobenmittel ist eine typische Teststatistik auf {\displaystyle {\mathcal {X}}=\mathbb {R} ^{n}} gegeben durch die z-Statistik
{\displaystyle T(X)={\sqrt {n}}\cdot {\frac {{\overline {X}}-\mu }{\sigma }}}
Hierbei ist {\displaystyle \sigma } eine positive Zahl und {\displaystyle \mu } eine beliebige reelle Zahl. Diese Teststatistik findet beispielsweise bei den Gauß-Tests Anwendung. Dabei wird ausgenutzt, dass die Teststatistik standardnormalverteilt ist, d. h. {\displaystyle T\sim {\mathcal {N}}(0,1)}, wenn die Stichprobenvariablen {\displaystyle X_{1},X_{2},\dots ,X_{n}} normalverteilt sind mit Erwartungswert {\displaystyle \mu } und Varianz {\displaystyle \sigma ^{2}}.

### t-Statistik
Bezeichnet man mit
{\displaystyle V^{*}(X)={\frac {1}{n-1}}\sum _{i=1}^{n}(X_{i}-{\overline {X}})^{2}}
die korrigierte Stichprobenvarianz, so ist eine weitere wichtige Teststatistik auf {\displaystyle {\mathcal {X}}=\mathbb {R} ^{n}} gegeben durch
{\displaystyle T(X)={\sqrt {n}}\cdot {\frac {{\overline {X}}-\mu }{\sqrt {V^{*}(X)}}}}.
Hierbei ist wieder {\displaystyle \mu } eine beliebige reelle Zahl. Diese Teststatistik findet bei dem Einstichproben-t-Test Anwendung. Dabei wird ähnlich zum obigen Beispiel ausgenutzt, dass wenn die Stichprobenvariablen normalverteilt sind mit Varianz {\displaystyle \sigma ^{2}} und Mittelwert {\displaystyle \mu }, die Teststatistik t-verteilt ist mit {\displaystyle (n-1)} Freiheitsgraden. Es gilt dann {\displaystyle T\sim \mathbf {t} _{n-1}}.

### Chi-Quadrat-Summe
Eine dritte wichtige Teststatistik ist
{\displaystyle T(X):=\sum _{i=1}^{n}\left({\frac {X_{i}-\mu }{\sigma }}\right)^{2}}
Dabei ist {\displaystyle \mu \in \mathbb {R} } und {\displaystyle \sigma >0}. Sie wird beispielsweise beim Chi-Quadrat-Test für die Varianz verwendet. Dabei wird genutzt, dass {\displaystyle T} Chi-Quadrat-verteilt ist, wenn die Stichprobenvariablen normalverteilt sind mit Erwartungswert {\displaystyle \mu } und Varianz {\displaystyle \sigma ^{2}}.

## Vorteile
Betrachtet man einen Test {\displaystyle \varphi } und bezeichnet mit {\displaystyle \operatorname {E} _{\vartheta }} die Bildung des Erwartungswertes bezüglich einer Wahrscheinlichkeitsverteilung {\displaystyle P_{\vartheta }}, so treten in der Testtheorie häufig Ausdrücke der Form
{\displaystyle \operatorname {E} _{\vartheta _{0}}(\varphi )} oder {\displaystyle 1-\operatorname {E} _{\vartheta _{1}}(\varphi )}
auf. Dabei entspricht der erste Ausdruck dem Fehler 1. Art und der zweite dem Fehler 2. Art, wenn {\displaystyle \vartheta _{0}} in der Nullhypothese ist und {\displaystyle \vartheta _{1}} in der Alternative. Im Allgemeinen sind solche Ausdrücke schwer zu berechnen, da der Test {\displaystyle \varphi } selbst wenig Struktur besitzt.
Geht man nun von einem nichtrandomisierten Test {\displaystyle \varphi } aus (der randomisierte Fall folgt mit leichten Anpassungen), so lässt sich der Test schreiben als
{\displaystyle \varphi (X)=\mathbf {1} _{A}(X)}.
Hierbei ist {\displaystyle A} der Ablehnbereich des Tests und {\displaystyle \mathbf {1} _{A}(X)} die Indikatorfunktion auf der Menge {\displaystyle A}. Mit dieser Schreibweise folgt dann insbesondere
{\displaystyle \operatorname {E} _{\vartheta }(\varphi )=P_{\vartheta }(A)}
(siehe auch Verwendung zur Berechnung von Erwartungswert, Varianz und Kovarianz).
Ist der Test nun durch eine Teststatistik {\displaystyle T} definiert, also beispielsweise durch
{\displaystyle \varphi (X)={\begin{cases}1&{\text{ falls }}\quad T(X)>k\\0&{\text{ falls }}\quad T(X)\leq k\end{cases}}},
so ist der Ablehnbereich von der Form
{\displaystyle A=\{X\in {\mathcal {X}}\mid T(X)>k\}}.
Damit reduziert sich aber die Bestimmung des Erwartungswertes des Tests zu
{\displaystyle \operatorname {E} _{\vartheta }(\varphi )=P_{\vartheta }(A)=P_{\vartheta }(\{X\in {\mathcal {X}}\mid T(X)>k\})}.
Damit lässt sich der Erwartungswert des Tests direkt bestimmen, wenn die Verteilung der Teststatistik bekannt ist. Wie die drei obigen Beispiele zeigen ist dies bei vielen wichtigen Tests der Fall.
Die einfachere Berechnung des Erwartungswertes über die Verteilung der Teststatistik wird auf verschiedene Weisen verwendet. Einerseits bei Hypothesentests vor der Datenauswertung, um den kritischen Wert {\displaystyle k} so anzupassen, dass der Test den gewünschten Fehler erster Art einhält. Andererseits bei Signifikanztests nach der Datenauswertung zur Bestimmung des p-Wertes. Somit erleichtern Teststatistiken den Umgang und die Konstruktion von Tests.